# Lista de partidos políticos em Gibraltar
Esta é uma lista dos partidos políticos de Gibraltar.

## Partidos políticos
| Nome | Nome                                                                         |  | Líder                | Ideologia                                                                                          | Espectro        | Afiliação política britânica | Parlamento de Gibraltar |
| ---- | ---------------------------------------------------------------------------- |  | -------------------- | -------------------------------------------------------------------------------------------------- | --------------- | ---------------------------- | ----------------------- |
|      | Partido Socialista Trabalhista de Gibraltar Gibraltar Socialist Labour Party |  | Fabian Picardo       | Social-democracia, Socialismo democrático, Nacionalismo de esquerda, Auto-determinação, Europeísmo | Centro-esquerda | Partido Trabalhista          | 7 / 17                  |
|      | Social-democratas de Gibraltar Gibraltar Social Democrats                    |  | Keith Azopardi       | Conservadorismo liberal, Nacionalismo Gibraltino, Unionismo, Europeísmo                            | Centro-direita  | Partido Conservador          | 6 / 17                  |
|      | Partido Liberal de Gibraltar Liberal Party of Gibraltar                      |  | Joseph Garcia        | Liberalismo, Liberalismo social, Europeismo                                                        | Centro          | Liberais Democratas          | 3 / 17                  |
|      | Juntos Gibraltar Together Gibraltar                                          |  | Marlene Hassan Nahon | Progressismo, Ambientalismo                                                                        | Centro radical  | Sem afiliação                | 1 / 17                  |